# A Dal (2022)
A Dal 2022 egy hétrészes tehetségkutató műsor, melynek keretén belül a nézők és a szakmai zsűri kiválasztja, hogy melyik a legjobb magyar sláger. Az MTVA és a Duna Média 2021. október 11-én délelőtt tette közzé a pályázati feltételeket és a hivatalos versenyszabályzatot. A versenybe november 22-ig jelentkezhettek az előadók és a zenekarok. A felhívásra 455 pályamű érkezett be a meghosszabbított határidőig.

## A helyszín
A műsor helyszínéül az előző évekhez hasonlóan az MTVA Kunigunda útjai székházának 600 m2-es egyes stúdiója szolgál, Budapesten.

## A műsorvezetők és a zsűritagok
A tizenegyedik évadban a műsor házigazdái Király Viktor és Rókusfalvy Lili lettek, utóbbi második alkalommal, 2020 után látja el ezt a feladatot újból, míg Király Viktor első alkalommal műsorvezetője a produkciónak – korábban 2012-ben, 2014-ben és 2018-ban versenyzőként döntőse volt az eurovíziós dalválasztó műsornak. A második válogatóban Rókusfalvy Lili betegsége miatt Rátonyi Kriszta volt Király Viktor műsorvezetőtársa.
A szakmai zsűrit képviseli:
- Egri Péter: a Mystery Gang frontembere, A Dal 2014 eurovíziós nemzeti dalválasztó show középdöntőse
- Ferenczi György: Artisjus- és kétszeres EMeRTon-díjas zenész, a Rackajam zenekar frontembere
- Mező Misi: a Magna Cum Laude énekes-gitárosa, a The Voice – Magyarország hangja és a Rising Star című tehetségkutató műsorok, valamint A Dal 2018 és 2019 eurovíziós nemzeti dalválasztó show, valamint A Dal 2021 tehetségkutató műsor zsűritagja
- Wolf Kati: énekesnő, a 2011-es Eurovíziós Dalfesztivál magyar résztvevője, A Dal 2012 eurovíziós nemzeti dalválasztó show zsűritagja.

## A résztvevők
Az MTVA 2021. december 14-től naponta tízesével jelentette be az élő műsorsorozatba jutottak névsorát.
| Előadó                       | Dal                  | Zene és szöveg |
| ---------------------------- | -------------------- | --- |
| Andelic Jonathan             | Elhiszem még         | Andelic Jonathan |
| Audioshake                   | Influencer           | Bella Levente |
| Bari Laci                    | Elsétáltál           | Bari László Marcell, Kelemen Huba / Pajor Tamás, Bari László Marcell                                                                           |
| Detti                        | Mihez kezdjek        | Vigh Arnold / Hasanfracz Bernadett |
| Ekanem                       | Hideg szél           | Ekanem Bálint Emota, Horváth Szabolcs, Győry Zoltán, Miklós Csongor, Holb Henrik András, Puskás Ádám Dániel, Gerendás Dániel / Csukárdi Sándor |
| Erdős Fruzsi                 | Azt beszélik         | Tóth Zsolt / Pető Andrea |
| Fóris Rita                   | Olyan szép           | Fóris Rita |
| Greta                        | Igazi kincs          | Fridvalszki Gréta, Ferencz Péter Peet / Kerekes Ernő, Fridvalszki Gréta                                                                        |
| Gubik Petra                  | Ez van, ez!          | Szirtes Edina Mókus / Gubik Petra, Müller Péter Sziámi                                                                                         |
| Heatlie                      | Hideg fény           | Heatlie Dávid, Müller Máté |
| Hegedűs Bori és Tempfli Erik | Anya                 | Tempfli Erik, Kontor Tamás / Hegedűs Bori |
| Ketch feat. Pink Edvárd      | Börtön               | Pink Edvárd / Jolis Carmen |
| Kies                         | Nem félek            | Kiss Milán, Szűcs Ádám, Botlik Mátyás, Kaldenekker Ferenc                                                                                      |
| Kijube                       | Holnap majd elhiszem | Bende Judit Kinga, Sándorfi Viktor, Nyakas Krisztián / Takács Árpád                                                                            |
| Kontraszt                    | Éberálom             | Mirtse Korinna, Csizmazia Zsolt, Balázs Mihály                                                                                                 |
| Majoros Csenge               | Földöntúli szerelem  | Ember Péter / Emberné Rédei Renáta |
| MattSet                      | Most vagy soha       | Szakadáti Mátyás |
| Medroy                       | Hol a helyem         | Lakatos József |
| Napfonat                     | Mint a zápor         | Tóth Orsolya, Tóth Eszter Renáta, Szalay Henrietta, Szarka Anita, Farkas Krisztina Renáta / Tóth Eszter Renáta                                 |
| Nova Prospect                | Utolsókból elsők     | Kiss József / Schautek Bálint |
| Nyári Aliz                   | Félóra nyár          | Szakcsi Lakatos Róbert / Müller Péter Sziámi                                                                                                   |
| Ocho Macho                   | Lazulj bele          | Bakonyi Bálint, Kirchknopf Gergő / Kirchknopf Gergő                                                                                            |
| Oláh Ibolya                  | Nem adom el          | Födő Sándor / Hegyi György, Csakmag Vivien |
| Pádár Szilvia                | Kismadár             | Stefan Zsemberi |
| Palágyi Ildikó               | Pillangó             | Palágyi Ildikó |
| Pankastic!                   | Hosszú volt a nyár   | Serei-Pálmai Panna, Oláh Krisztián |
| Phoenix RT                   | Levegőt              | Győrög Márton, Lépes Ferenc, Varga Zoltán / Puss Tamás                                                                                         |
| Pink & The Panthers          | Fényes Galaxisok     | Pink Edvárd |
| Prove                        | Karambol             | Szakács Gergely, Németh Márk / Bánki Benjámin                                                                                                  |
| Ruby Harlem & Roy            | Még ma este          | Iván Szandra |
| Sándor Szofi                 | 21 Gramm             | Sándor Szofi |
| Solére                       | Másért               | Szigeti Zsófia |
| Stage Dives                  | Bipoláris Egyensúly  | Kispál Balázs |
| Subtones                     | Nem segít más        | Subicz Gábor / Szepesi Mátyás |
| Swing à la Django és Koszika | Utazás               | Dani János, Lombos Pál |
| SwingGirls feat. Niko        | Nagy a szívem        | Kálmán Tamás |
| The Easy Babies              | Szerelem             | Németh Zsolt, Farkas Gábor, Kollányi Zsuzsanna Éva / Kollányi Zsuzsanna Éva                                                                    |
| The Sharonz                  | Szép más világ       | Almási Bálint Jenő |
| Third Planet                 | Táncol a Világ       | Bernáth Kornél, Szigeti Marcell Máté, Tasos Nikosz Vangelisz                                                                                   |
| Ya Ou                        | Zsákutca             | Feng Ya Ou Ferenc |

## A versenyszabályok változása
Az MTVA és a Duna Média 2021. október 11-én tette közzé a pályázati feltételeket és a hivatalos versenyszabályzatot. A műsor fődíja továbbra sem az Eurovíziós Dalfesztiválon való fellépés lehetősége. A versenybe a 2021. március 30-a utáni dalokat várják. Az élő műsorsorozatba ezúttal is 40 produkció kerül be.
Az előző öt évadhoz hasonlóan kiosztják A Dal felfedezettje, illetve A legjobb dalszöveg díját is.

## A verseny
A beérkezett 455 dal közül egy tíz tagú előzsűri választja ki a tehetségkutató verseny résztvevőit.
Januárban, februárban és márciusban összesen hét show-műsort adnak le. A műsorok során a szakmai zsűri, illetve a közönség szavazata dönt arról, hogy melyik dal kapja a Magyarország legjobb dala címet. Ez lesz a harmadik alkalom, hogy a győztes nem kapja meg az Eurovíziós Dalfesztiválon való indulás lehetőségét, sőt Magyarország nem is nevez indulót a nemzetközi versenyre már harmadik éve.
A Dal nyertesével a közmédia A Dal 2022 döntőjétől számított 1 éven belül legfeljebb 10 millió forint értékben egy maximum 10 dalos lemezfelvételt és a lemez egy zeneszámához maximum 10 millió forint értékben videóklipet készít, valamint a nyertes 10 millió forintot kap, amelyet a zenei produkciója fejlesztésére fordíthat. A zsűri által a nyertesen kívül legjobbnak ítélt másik három dal is pénznyereményben részesül: produkciónként 5 millió forintot kapnak zenei karrierjük fejlesztésére. A döntőbe jutott, de a legjobb 4 produkció közé nem kerülő versenyzők 1 millió forintot kapnak zenei karrierjük fejlesztésére.
Kilencedszer indul el az online akusztik szavazás, ahol a dalok akusztikus verzióira lehet szavazni adal.hu hivatalos honlapon. Az Akusztikus verziók versenyének nyertese Akusztik koncertlehetőséget kap a Petőfi Rádió felajánlásában.
A Dal győztes száma lesz a 2022-es Petőfi Zenei Díj Az év dala kategória nyertese – a díjat a tehetségkutató műsor döntőjében Lobenwein Norbert adja át.

## Élő adások
Minden élő műsorban a négytagú zsűri közvetlenül a produkciók elhangzása után pontozza az egyes dalokat 1-től 10-ig. A kialakult sorrend alapján a négy válogatóból 4 dal, a két elődöntőből 3 dal automatikusan az elődöntőbe kerül. Ha a pontozás során holtverseny alakul ki, a zsűri egyszerű szótöbbséggel dönt a továbbjutó dal(ok)ról.
A válogatókban és elődöntőkben a pontszámok alapján nem továbbjutó versenydalokra, – válogatónként 6, elődöntőnként 7 produkcióra a nézők küldhetnek szavazatokat. Az SMS-en keresztül zajló szavazás csak az összes dal elhangzása után indul el minden élő adásban. A pontszámok alapján nem továbbjutó produkciók közül az az 1 dal jut tovább, amelyik a legtöbb SMS-en keresztül küldött szavazatot kapja a nézőktől.
A műsort élőben feliratozzák, mely elérhető a Dunán a teletext 333. oldalán.

### Válogatók
Az MTVA a négy válogatót 2022. január 29-én, február 5-én, február 12-én és február 19-én tartja. A négytagú zsűri közvetlenül a dalok elhangzása után pontozta az egyes dalokat 1-től 10-ig. A műsort élőben közvetíti a Duna, illetve interneten adal.hu.

#### Első válogató
| Első válogató – 2022. január 29. | Első válogató – 2022. január 29. | Első válogató – 2022. január 29.                                                           | Első válogató – 2022. január 29. | Első válogató – 2022. január 29. | Első válogató – 2022. január 29. | Első válogató – 2022. január 29. | Első válogató – 2022. január 29. | Első válogató – 2022. január 29. |
| #                                | Előadó                           | Dal (zene / szöveg)                                                                        | Pontozás                         | Pontozás                         | Pontozás                         | Pontozás                         | Pontozás                         | Eredmény                         |
| #                                | Előadó                           | Dal (zene / szöveg)                                                                        | Egri Péter                       | Ferenczi György                  | Mező Misi                        | Wolf Kati                        | Σ                                | Eredmény                         |
| -------------------------------- | -------------------------------- | ------------------------------------------------------------------------------------------ | -------------------------------- | -------------------------------- | -------------------------------- | -------------------------------- | -------------------------------- | -------------------------------- |
| 01                               | Ruby Harlem & Roy                | Még ma este (Iván Szandra)                                                                 | 10                               | 8                                | 9                                | 9                                | 36                               | Továbbjutott                     |
| 02                               | Erdős Fruzsi                     | Azt beszélik (Tóth Zsolt / Pető Andrea)                                                    | 8                                | 8                                | 8                                | 8                                | 32                               | Kiesett                          |
| 03                               | Pankastic!                       | Hosszú volt a nyár (Serei-Pálmai Panna, Oláh Krisztián)                                    | 9                                | 8                                | 8                                | 8                                | 33                               | Továbbjutott                     |
| 04                               | Sándor Szofi                     | 21 Gramm (Sándor Szofi)                                                                    | 9                                | 8                                | 9                                | 10                               | 36                               | Továbbjutott                     |
| 05                               | Kies                             | Nem félek (Kiss Milán, Szűcs Ádám, Botlik Mátyás, Kaldenekker Ferenc)                      | 8                                | 8                                | 8                                | 8                                | 32                               | Kiesett                          |
| 06                               | Prove                            | Karambol (Szakács Gergely, Németh Márk / Bánki Benjámin)                                   | 8                                | 7                                | 7                                | 7                                | 29                               | Kiesett                          |
| 07                               | The Easy Babies                  | Szerelem (Németh Zsolt, Farkas Gábor, Kollányi Zsuzsanna Éva / Kollányi Zsuzsanna Éva)     | 8                                | 8                                | 7                                | 7                                | 30                               | Kiesett                          |
| 08                               | Kijube                           | Holnap majd elhiszem (Bende Judit Kinga, Sándorfi Viktor, Nyakas Krisztián / Takács Árpád) | 8                                | 8                                | 8                                | 8                                | 32                               | Kiesett                          |
| 09                               | Ya Ou                            | Zsákutca (Feng Ya Ou Ferenc)                                                               | 7                                | 7                                | 7                                | 8                                | 29                               | Továbbjutott                     |
| 10                               | Majoros Csenge                   | Földöntúli szerelem (Ember Péter / Emberné Rédei Renáta)                                   | 8                                | 8                                | 8                                | 9                                | 33                               | Továbbjutott                     |

#### Második válogató
A második válogatóban Rókusfalvy Lili betegsége miatt Rátonyi Kriszta volt Király Viktor műsorvezetőtársa.
| Második válogató – 2022. február 5. | Második válogató – 2022. február 5. | Második válogató – 2022. február 5.                                  | Második válogató – 2022. február 5. | Második válogató – 2022. február 5. | Második válogató – 2022. február 5. | Második válogató – 2022. február 5. | Második válogató – 2022. február 5. | Második válogató – 2022. február 5. |
| #                                   | Előadó                              | Dal (zene / szöveg)                                                  | Pontozás                            | Pontozás                            | Pontozás                            | Pontozás                            | Pontozás                            | Eredmény                            |
| #                                   | Előadó                              | Dal (zene / szöveg)                                                  | Egri Péter                          | Ferenczi György                     | Mező Misi                           | Wolf Kati                           | Σ                                   | Eredmény                            |
| ----------------------------------- | ----------------------------------- | -------------------------------------------------------------------- | ----------------------------------- | ----------------------------------- | ----------------------------------- | ----------------------------------- | ----------------------------------- | ----------------------------------- |
| 11                                  | Subtones                            | Nem segít más (Subicz Gábor / Szepesi Mátyás)                        | 9                                   | 9                                   | 10                                  | 9                                   | 37                                  | Továbbjutott                        |
| 12                                  | Fóris Rita                          | Olyan szép (Fóris Rita)                                              | 8                                   | 8                                   | 10                                  | 7                                   | 33                                  | Kiesett                             |
| 13                                  | Audioshake                          | Influencer (Bella Levente)                                           | 8                                   | 9                                   | 8                                   | 8                                   | 33                                  | Kiesett                             |
| 14                                  | Gubik Petra                         | Ez van, ez! (Szirtes Edina Mókus / Gubik Petra, Müller Péter Sziámi) | 9                                   | 10                                  | 10                                  | 9                                   | 38                                  | Továbbjutott                        |
| 15                                  | Pink & The Panthers                 | Fényes Galaxisok (Pink Edvárd)                                       | 7                                   | 10                                  | 10                                  | 8                                   | 35                                  | Kiesett                             |
| 16                                  | Ocho Macho                          | Lazulj bele (Bakonyi Bálint, Kirchknopf Gergő / Kirchknopf Gergő)    | 9                                   | 9                                   | 8                                   | 9                                   | 35                                  | Kiesett                             |
| 17                                  | Hegedűs Bori és Tempfli Erik        | Anya (Tempfli Erik, Kontor Tamás / Hegedűs Bori)                     | 9                                   | 9                                   | 9                                   | 10                                  | 37                                  | Továbbjutott                        |
| 18                                  | Nova Prospect                       | Utolsókból elsők (Kiss József / Schautek Bálint)                     | 9                                   | 9                                   | 9                                   | 8                                   | 35                                  | Kiesett                             |
| 19                                  | Pádár Szilvia                       | Kismadár (Stefan Zsemberi)                                           | 10                                  | 10                                  | 10                                  | 10                                  | 40                                  | Továbbjutott                        |
| 20                                  | Andelic Jonathan                    | Elhiszem még (Andelic Jonathan)                                      | 7                                   | 8                                   | 10                                  | 7                                   | 32                                  | Továbbjutott                        |

#### Harmadik válogató
| Harmadik válogató – 2022. február 12. | Harmadik válogató – 2022. február 12. | Harmadik válogató – 2022. február 12.                                                 | Harmadik válogató – 2022. február 12. | Harmadik válogató – 2022. február 12. | Harmadik válogató – 2022. február 12. | Harmadik válogató – 2022. február 12. | Harmadik válogató – 2022. február 12. | Harmadik válogató – 2022. február 12. |
| #                                     | Előadó                                | Dal (zene / szöveg)                                                                   | Pontozás                              | Pontozás                              | Pontozás                              | Pontozás                              | Pontozás                              | Eredmény                              |
| #                                     | Előadó                                | Dal (zene / szöveg)                                                                   | Egri Péter                            | Ferenczi György                       | Mező Misi                             | Wolf Kati                             | Σ                                     | Eredmény                              |
| ------------------------------------- | ------------------------------------- | ------------------------------------------------------------------------------------- | ------------------------------------- | ------------------------------------- | ------------------------------------- | ------------------------------------- | ------------------------------------- | ------------------------------------- |
| 21                                    | The Sharonz                           | Szép más világ (Almási Bálint Jenő)                                                   | 10                                    | 8                                     | 8                                     | 8                                     | 34                                    | Kiesett                               |
| 22                                    | Heatlie                               | Hideg fény (Heatlie Dávid, Müller Máté)                                               | 9                                     | 7                                     | 7                                     | 9                                     | 32                                    | Kiesett                               |
| 23                                    | Oláh Ibolya                           | Nem adom el (Födő Sándor / Hegyi György, Csakmag Vivien)                              | 10                                    | 10                                    | 10                                    | 10                                    | 40                                    | Továbbjutott                          |
| 24                                    | Medroy                                | Hol a helyem (Lakatos József)                                                         | 9                                     | 9                                     | 8                                     | 8                                     | 34                                    | Kiesett                               |
| 25                                    | Nyári Aliz                            | Félóra nyár (Szakcsi Lakatos Róbert / Müller Péter Sziámi)                            | 10                                    | 9                                     | 10                                    | 10                                    | 39                                    | Továbbjutott                          |
| 26                                    | GRETA                                 | Igazi kincs (Fridvalszki Gréta, Ferencz Péter Peet / Kerekes Ernő, Fridvalszki Gréta) | 9                                     | 8                                     | 10                                    | 8                                     | 35                                    | Továbbjutott                          |
| 27                                    | Phoenix RT                            | Levegőt (Győrög Márton, Lépes Ferenc, Varga Zoltán / Puss Tamás)                      | 9                                     | 8                                     | 8                                     | 8                                     | 33                                    | Kiesett                               |
| 28                                    | Solére                                | Másért (Szigeti Zsófia)                                                               | 9                                     | 9                                     | 9                                     | 9                                     | 36                                    | Továbbjutott                          |
| 29                                    | BariLaci                              | Elsétáltál (Bari László Marcell, Kelemen Huba / Pajor Tamás, Bari László Marcell)     | 9                                     | 9                                     | 9                                     | 8                                     | 35                                    | Kiesett                               |
| 30                                    | Third Planet                          | Táncol a Világ (Bernáth Kornél, Szigeti Marcell Máté, Tasos Nikosz Vangelisz)         | 10                                    | 10                                    | 9                                     | 9                                     | 38                                    | Továbbjutott                          |

#### Negyedik válogató
A negyedik válogatóban Király Viktor betegsége miatt Rátonyi Kriszta volt Rókusfalvy Lili műsorvezetőtársa.
| Negyedik válogató – 2022. február 19. | Negyedik válogató – 2022. február 19. | Negyedik válogató – 2022. február 19. | Negyedik válogató – 2022. február 19. | Negyedik válogató – 2022. február 19. | Negyedik válogató – 2022. február 19. | Negyedik válogató – 2022. február 19. | Negyedik válogató – 2022. február 19. | Negyedik válogató – 2022. február 19. |
| #                                     | Előadó                                | Dal (zene / szöveg) | Pontozás                              | Pontozás                              | Pontozás                              | Pontozás                              | Pontozás                              | Eredmény                              |
| #                                     | Előadó                                | Dal (zene / szöveg) | Egri Péter                            | Ferenczi György                       | Mező Misi                             | Wolf Kati                             | Σ                                     | Eredmény                              |
| ------------------------------------- | ------------------------------------- | --- | ------------------------------------- | ------------------------------------- | ------------------------------------- | ------------------------------------- | ------------------------------------- | ------------------------------------- |
| 31                                    | SwingGirls feat. Niko                 | Nagy a szívem (Kálmán Tamás) | 10                                    | 9                                     | 9                                     | 8                                     | 36                                    | Kiesett                               |
| 32                                    | MattSet                               | Most vagy soha (Szakadáti Mátyás) | 9                                     | 10                                    | 9                                     | 9                                     | 37                                    | Továbbjutott                          |
| 33                                    | Detti                                 | Mihez kezdjek (Vigh Arnold / Hasanfracz Bernadett) | 9                                     | 9                                     | 9                                     | 9                                     | 36                                    | Kiesett                               |
| 34                                    | Stage Dives                           | Bipoláris Egyensúly (Kispál Balázs) | 9                                     | 9                                     | 8                                     | 8                                     | 34                                    | Kiesett                               |
| 35                                    | Ketch feat. Pink Edvárd               | Börtön (Pink Edvárd / Jolis Carmen) | 9                                     | 9                                     | 9                                     | 9                                     | 36                                    | Kiesett                               |
| 36                                    | Swing à la Django és Koszika          | Utazás (Dani János, Lombos Pál) | 10                                    | 9                                     | 9                                     | 9                                     | 37                                    | Továbbjutott                          |
| 37                                    | Napfonat                              | Mint a zápor (Tóth Orsolya, Tóth Eszter Renáta, Szalay Henrietta, Szarka Anita, Farkas Krisztina Renáta / Tóth Eszter Renáta)                                 | 10                                    | 10                                    | 10                                    | 10                                    | 40                                    | Továbbjutott                          |
| 38                                    | Kontraszt                             | Éberálom (Mirtse Korinna, Csizmazia Zsolt, Balázs Mihály) | 9                                     | 9                                     | 8                                     | 7                                     | 33                                    | Kiesett                               |
| 39                                    | Palágyi Ildikó                        | Pillangó (Palágyi Ildikó) | 9                                     | 10                                    | 10                                    | 8                                     | 37                                    | Továbbjutott                          |
| 40                                    | Ekanem                                | Hideg a szél (Ekanem Bálint Emota, Horváth Szabolcs, Győry Zoltán, Miklós Csongor, Holb Henrik András, Puskás Ádám Dániel, Gerendás Dániel / Csukárdi Sándor) | 8                                     | 8                                     | 8                                     | 8                                     | 32                                    | Továbbjutott                          |

### Elődöntők
Az MTVA a két elődöntőt 2022. február 26-án és március 6-án tartja. Az elődöntőkben minden produkciót akusztikus változatban kell előadni a versenyzőknek.

#### Első elődöntő
| Első elődöntő – 2022. február 26. | Első elődöntő – 2022. február 26. | Első elődöntő – 2022. február 26. | Első elődöntő – 2022. február 26. | Első elődöntő – 2022. február 26. | Első elődöntő – 2022. február 26. | Első elődöntő – 2022. február 26. | Első elődöntő – 2022. február 26. | Első elődöntő – 2022. február 26. |
| #                                 | Előadó                            | Dal (zene / szöveg) | Pontozás                          | Pontozás                          | Pontozás                          | Pontozás                          | Pontozás                          | Eredmény                          |
| #                                 | Előadó                            | Dal (zene / szöveg) | Egri Péter                        | Ferenczi György                   | Mező Misi                         | Wolf Kati                         | Σ                                 | Eredmény                          |
| --------------------------------- | --------------------------------- | --- | --------------------------------- | --------------------------------- | --------------------------------- | --------------------------------- | --------------------------------- | --------------------------------- |
| 01                                | Pankastic!                        | Hosszú volt a nyár (Serei-Pálmai Panna, Oláh Krisztián) | 9                                 | 8                                 | 8                                 | 8                                 | 33                                | Kiesett                           |
| 02                                | Sándor Szofi                      | 21 Gramm (Sándor Szofi) | 9                                 | 8                                 | 9                                 | 9                                 | 35                                | Kiesett                           |
| 03                                | Ya Ou                             | Zsákutca (Feng Ya Ou Ferenc) | 8                                 | 8                                 | 7                                 | 8                                 | 31                                | Kiesett                           |
| 04                                | Palágyi Ildikó                    | Pillangó (Palágyi Ildikó) | 8                                 | 9                                 | 9                                 | 8                                 | 34                                | Kiesett                           |
| 05                                | Third Planet                      | Táncol a Világ (Bernáth Kornél, Szigeti Marcell Máté, Tasos Nikosz Vangelisz)                                                                                 | 10                                | 10                                | 10                                | 10                                | 40                                | Továbbjutott                      |
| 06                                | Ekanem                            | Hideg a szél (Ekanem Bálint Emota, Horváth Szabolcs, Győry Zoltán, Miklós Csongor, Holb Henrik András, Puskás Ádám Dániel, Gerendás Dániel / Csukárdi Sándor) | 8                                 | 8                                 | 8                                 | 7                                 | 31                                | Kiesett                           |
| 07                                | Nyári Aliz                        | Félóra nyár (Szakcsi Lakatos Róbert / Müller Péter Sziámi) | 9                                 | 9                                 | 9                                 | 9                                 | 36                                | Kiesett                           |
| 08                                | Subtones                          | Nem segít más (Subicz Gábor / Szepesi Mátyás) | 10                                | 10                                | 10                                | 9                                 | 39                                | Továbbjutott                      |
| 09                                | Hegedűs Bori és Tempfli Erik      | Anya (Tempfli Erik, Kontor Tamás / Hegedűs Bori) | 10                                | 9                                 | 9                                 | 10                                | 38                                | Továbbjutott                      |
| 10                                | Oláh Ibolya                       | Nem adom el (Födő Sándor / Hegyi György, Csakmag Vivien) | 10                                | 10                                | 10                                | 10                                | 40                                | Továbbjutott                      |

#### Második elődöntő
| Második elődöntő – 2022. március 6. | Második elődöntő – 2022. március 6. | Második elődöntő – 2022. március 6.                                                                                           | Második elődöntő – 2022. március 6. | Második elődöntő – 2022. március 6. | Második elődöntő – 2022. március 6. | Második elődöntő – 2022. március 6. | Második elődöntő – 2022. március 6. | Második elődöntő – 2022. március 6. |
| #                                   | Előadó                              | Dal (zene / szöveg) | Pontozás                            | Pontozás                            | Pontozás                            | Pontozás                            | Pontozás                            | Eredmény                            |
| #                                   | Előadó                              | Dal (zene / szöveg) | Egri Péter                          | Ferenczi György                     | Mező Misi                           | Wolf Kati                           | Σ                                   | Eredmény                            |
| ----------------------------------- | ----------------------------------- | --- | ----------------------------------- | ----------------------------------- | ----------------------------------- | ----------------------------------- | ----------------------------------- | ----------------------------------- |
| 01                                  | Swing à la Django és Koszika        | Utazás (Dani János, Lombos Pál)                                                                                               | 10                                  | 9                                   | 9                                   | 9                                   | 37                                  | Kiesett                             |
| 02                                  | Napfonat                            | Mint a zápor (Tóth Orsolya, Tóth Eszter Renáta, Szalay Henrietta, Szarka Anita, Farkas Krisztina Renáta / Tóth Eszter Renáta) | 10                                  | 10                                  | 10                                  | 10                                  | 40                                  | Továbbjutott                        |
| 03                                  | Andelic Jonathan                    | Elhiszem még (Andelic Jonathan)                                                                                               | 9                                   | 8                                   | 10                                  | 8                                   | 35                                  | Továbbjutott                        |
| 04                                  | Gubik Petra                         | Ez van, ez! (Szirtes Edina Mókus / Gubik Petra, Müller Péter Sziámi)                                                          | 9                                   | 9                                   | 9                                   | 9                                   | 36                                  | Kiesett                             |
| 05                                  | Solére                              | Másért (Szigeti Zsófia) | 10                                  | 10                                  | 9                                   | 10                                  | 39                                  | Továbbjutott                        |
| 06                                  | Ruby Harlem & Roy                   | Még ma este (Iván Szandra) | 10                                  | 8                                   | 9                                   | 9                                   | 36                                  | Kiesett                             |
| 07                                  | Majoros Csenge                      | Földöntúli szerelem (Ember Péter / Emberné Rédei Renáta)                                                                      | 9                                   | 8                                   | 8                                   | 9                                   | 34                                  | Kiesett                             |
| 08                                  | GRETA                               | Igazi kincs (Fridvalszki Gréta, Ferencz Péter Peet / Kerekes Ernő, Fridvalszki Gréta)                                         | 8                                   | 7                                   | 8                                   | 7                                   | 30                                  | Kiesett                             |
| 09                                  | MattSet                             | Most vagy soha (Szakadáti Mátyás)                                                                                             | 8                                   | 10                                  | 8                                   | 8                                   | 34                                  | Kiesett                             |
| 10                                  | Pádár Szilvia                       | Kismadár (Stefan Zsemberi) | 10                                  | 9                                   | 10                                  | 10                                  | 39                                  | Továbbjutott                        |

### Döntő
A döntőt 2022. március 12-én tartja az MTVA nyolc előadó részvételével. A végeredmény a nézői szavazás illetve a szakmai zsűri szavazatai alapján alakul ki. A zsűri a dalok elhangzása után csak szóban értékeli a produkciókat. Az összes dal elhangzása után pontozta a produkciókat a zsűri. Az első helyezett 10 pontot kap, a második 8-at, a harmadik 6-ot, míg a negyedik 4 pontot. A pontozás során a négy legtöbb pontot szerzett dal közül a nézők SMS-ben küldött szavazatokkal választják ki a verseny győztesét. A műsort élőben közvetíti a Duna és a Duna World, illetve interneten adal.hu. A döntőben minden produkciót szimfonikus változatban adnak elő a versenyzők az MR Szimfonikusok közreműködésében.
| #  | Előadó Dal (zene / szöveg) | Zsűri    | Zsűri    | Nézők | Nyeremény    |
| #  | Előadó Dal (zene / szöveg) | Pontszám | Eredmény | Nézők | Nyeremény    |
| -- | --- | -------- | -------- | ----- | ------------ |
| 01 | Third Planet | 22       | 2.       | 2–4.  | 5 millió Ft  |
| 01 | Táncol a Világ (Bernáth Kornél, Szigeti Marcell Máté, Tasos Nikosz Vangelisz)                                                 | 22       | 2.       | 2–4.  | 5 millió Ft  |
| 02 | Pádár Szilvia | 0        | 7.       | —     | 1 millió Ft  |
| 02 | Kismadár (Stefan Zsemberi) | 0        | 7.       | —     | 1 millió Ft  |
| 03 | Subtones | 22       | 2.       | 2–4.  | 5 millió Ft  |
| 03 | Nem segít más (Subicz Gábor / Szepesi Mátyás)                                                                                 | 22       | 2.       | 2–4.  | 5 millió Ft  |
| 04 | Hegedűs Bori és Tempfli Erik                                                                                                  | 10       | 5.       | —     | 1 millió Ft  |
| 04 | Anya (Tempfli Erik, Kontor Tamás / Hegedűs Bori)                                                                              | 10       | 5.       | —     | 1 millió Ft  |
| 05 | Napfonat | 0        | 7.       | —     | 1 millió Ft  |
| 05 | Mint a zápor (Tóth Orsolya, Tóth Eszter Renáta, Szalay Henrietta, Szarka Anita, Farkas Krisztina Renáta / Tóth Eszter Renáta) | 0        | 7.       | —     | 1 millió Ft  |
| 06 | Andelic Jonathan | 4        | 6.       | —     | 1 millió Ft  |
| 06 | Elhiszem még (Andelic Jonathan)                                                                                               | 4        | 6.       | —     | 1 millió Ft  |
| 07 | Oláh Ibolya | 38       | 1.       | 1.    | 30 millió Ft |
| 07 | Nem adom el (Födő Sándor / Hegyi György, Csakmag Vivien)                                                                      | 38       | 1.       | 1.    | 30 millió Ft |
| 08 | Solére | 16       | 4.       | 2–4.  | 5 millió Ft  |
| 08 | Másért (Szigeti Zsófia) | 16       | 4.       | 2–4.  | 5 millió Ft  |

#### Ponttáblázat
| \| Dalok \| Zsűri szavazatok \| Zsűri szavazatok \| Zsűri szavazatok \| Zsűri szavazatok \| Zsűri szavazatok \| \| Dalok \| Σ \| Egri Péter \| Ferenczi György \| Mező Misi \| Wolf Kati \| \| ----------------------------------- \| ---------------- \| ---------------- \| ---------------- \| ---------------- \| ---------------- \| \| Táncol a Világ (Third Planet) \| 22 \| 4 \| 8 \| 6 \| 4 \| \| Kismadár (Pádár Szilvia) \| 0 \| \| \| \| \| \| Nem segít más (Subtones) \| 22 \| 8 \| 6 \| 8 \| \| \| Anya (Hegedűs Bori és Tempfli Erik) \| 10 \| \| \| \| 10 \| \| Mint a zápor (Napfonat) \| 0 \| \| \| \| \| \| Elhiszem még (Andelic Jonathan) \| 4 \| \| \| 4 \| \| \| Nem adom el (Oláh Ibolya) \| 38 \| 10 \| 10 \| 10 \| 8 \| \| Másért (Solére) \| 16 \| 6 \| 4 \| \| 6 \| |                  |                  |                  |                  |                  |
| Dalok | Zsűri szavazatok | Zsűri szavazatok | Zsűri szavazatok | Zsűri szavazatok | Zsűri szavazatok |
| Dalok | Σ                | Egri Péter       | Ferenczi György  | Mező Misi        | Wolf Kati        |
| Táncol a Világ (Third Planet) | 22               | 4                | 8                | 6                | 4                |
| Kismadár (Pádár Szilvia) | 0                |                  |                  |                  |                  |
| Nem segít más (Subtones) | 22               | 8                | 6                | 8                |                  |
| Anya (Hegedűs Bori és Tempfli Erik) | 10               |                  |                  |                  | 10               |
| Mint a zápor (Napfonat) | 0                |                  |                  |                  |                  |
| Elhiszem még (Andelic Jonathan) | 4                |                  |                  | 4                |                  |
| Nem adom el (Oláh Ibolya) | 38               | 10               | 10               | 10               | 8                |
| Másért (Solére) | 16               | 6                | 4                |                  | 6                |

A nézői szavazás alapján A Dalt Oláh Ibolya nyerte. A versenydala, a Nem adom el megfelelt volna az Eurovíziós Dalfesztivál szabályainak, hiszen 2021. szeptember 1-je után mutatta be.

## A Dal 2022 különdíjai
Hatodik éve ítéli oda a szakmai zsűri A legjobb dalszöveg díját. A Dal felfedezettje díj ismeretlen okokból nem került kiosztásra a műsor alatt.
- A Dal 2022 felfedezettje: Nem osztották ki a műsor alatt.
- A Dal 2022 legjobb dalszövege: Azt beszélik, szerző: Pető Andrea
- A legjobb akusztikus változat: Olyan szép, szerző: Fóris Rita

## Visszatérő előadók
Az egyes fordulók neveinek megváltozása miatt a 2013 és 2016 között életben lévő elődöntő–középdöntő–döntő rendszer elnevezése a táblázatban a 2017-ben bevezetett válogató–elődöntő–döntő formátumban olvasható.
| Előadó                                    | Előző év(ek)                              | Előző dal(ok)                                | Előző legjobb eredmény(ek)                |
| A Dal eurovíziós nemzeti dalválasztó show | A Dal eurovíziós nemzeti dalválasztó show | A Dal eurovíziós nemzeti dalválasztó show    | A Dal eurovíziós nemzeti dalválasztó show |
| ----------------------------------------- | ----------------------------------------- | -------------------------------------------- | ----------------------------------------- |
| Heatlie                                   | 2019                                      | La Mama Hotel (Heatlie Dávidként)            | Második válogató (=7. hely)               |
| Nova Prospect                             | 2018                                      | Vigyázó                                      | Második válogató (=6. hely)               |
| Oláh Ibolya                               | 2014                                      | 1 percig sztár                               | Második elődöntő (8. hely)                |
| Pankastic!                                | 2015                                      | Kicsi a világ, de nagy világ                 | Első elődöntő (7. hely)                   |
| Ruby Harlem (Roy-jal közösen)             | 2019                                      | Forró                                        | Második elődöntő (=7. hely)               |
| Ya Ou                                     | 2016                                      | Free to Fly (a ByTheWay tagjaként)           | Második elődöntő (9. hely)                |
| A Dal tehetségkutató műsor                |                                           |                                              |                                           |
| Andelic Jonathan                          | 2021                                      | Áldom                                        | Döntő (5. hely)                           |
| Bari Laci                                 | 2021                                      | Féltelek.                                    | Döntő (2. hely)                           |
| Detti                                     | 2021                                      | Nem muszáj                                   | Második válogató (=8. hely)               |
| Hegedűs Bori és Tempfli Erik              | 2021                                      | Altató                                       | Negyedik válogató (7. hely)               |
| Kies                                      | 2020                                      | Az egyetlen                                  | Második elődöntő (9. hely)                |
| Phoenix RT                                | 2021                                      | Jelzőfény (Diószegi Kikivel közösen)         | Második válogató (=5. hely)               |
| Pink & The Panthers                       | 2021                                      | Sodor a szél                                 | Első elődöntő (5. hely)                   |
| Swing à la Django (Koszorus Krisztinával) | 2021                                      | Maradok (Herrer Sárával és Sárközi Lajossal) | Döntő (6. hely)                           |
| Ya Ou                                     | 2020                                      | Légy valaki másnak                           | Első válogató (7. hely)                   |

## Nézettség
Jelmagyarázat
     – A Dal 2022 legmagasabb nézettsége
     – A Dal 2022 legalacsonyabb nézettsége
| Adás              | Sugárzás                         | Duna                 | Duna                 | Duna                 | Duna                | Duna                | Duna                | Forrás     |
| Adás              | Sugárzás                         | Teljes lakosság (4+) | Teljes lakosság (4+) | Teljes lakosság (4+) | Célközönség (18–59) | Célközönség (18–59) | Célközönség (18–59) | Forrás     |
| Adás              | Sugárzás                         | AMR                  | Arány (SHR%)         | Heti helyezés        | AMR                 | Arány (SHR%)        | Heti helyezés       | Forrás     |
| A Dal 2022        | A Dal 2022                       | A Dal 2022           | A Dal 2022           | A Dal 2022           | A Dal 2022          | A Dal 2022          | A Dal 2022          | A Dal 2022 |
| ----------------- | -------------------------------- | -------------------- | -------------------- | -------------------- | ------------------- | ------------------- | ------------------- | ---------- |
| Első válogató     | 2022. január 29. szombat, 19:35  | 237 730              | 5,5                  | 29.                  | -                   | -                   | 30+                 | [ 1 ]      |
| Második válogató  | 2022. február 5. szombat, 19:35  | 215 000              | 5,8                  | 30+                  | 33 000              | 2,8                 | 30+                 | [ 2 ]      |
| Harmadik válogató | 2022. február 12. szombat, 19:35 | 202 000              | 5,7                  | 30+                  | -                   | -                   | 30+                 | [ 3 ]      |
| Negyedik válogató | 2022. február 19. szombat, 19:35 | 234 479              | 5,6                  | 26                   | -                   | -                   | 30+                 | [ 4 ]      |
| Első elődöntő     | 2022. február 26. szombat, 19:35 | 230 554              | 5,6                  | 28                   | -                   | -                   | 30+                 | [ 5 ]      |
| Második elődöntő  | 2022. március 5. szombat, 20:05  | 200 000              | 5,4                  | 30+                  | -                   | -                   | 30+                 | [ 6 ]      |
| Döntő             | 2022. március 12. szombat, 20:05 | 245 510              | 6,2                  | 21                   |                     |                     | 30+                 | [ 7 ]      |